# Đầm Long Loan
Đầm Long Loan hay Hồ Long Loan (tiếng Trung: 龍鑾潭; bính âm: Lóngluán Tán) là một hồ nước nằm ở Hằng Xuân, Bình Đông, phía nam Đài Loan.

## Mô tả
Nó có diện tích 175 ha, với độ sâu trung bình là 3,5 mét. Nó là hồ nước ngọt lớn nhất tại Đài Loan. Đầm nằm trong khu vực bảo vệ của Vườn quốc gia Khẩn Đinh. Có một khu vực trung tâm tự nhiên nằm ở rìa phía tây là nơi trưng bày các thông tin về các loài chim và hệ sinh thái ở Đài Loan.